# 1655 au théâtre
| Années du théâtre : 1652 - 1653 - 1654 - 1655 - 1656 - 1657 - 1658    |
| Décennies du théâtre : 1620 - 1630 - 1640 - 1650 - 1660 - 1670 - 1680 |

## Événements
- Février : la troupe de Molière donne à Montpellier, pendant le carnaval, le Ballet des Incompatibles devant le prince et la princesse de Conti.
- Paul Scarron publie à Paris chez Antoine de Sommaville La Précaution inutile, adaptation traduite de la nouvelle de María de Zayas, El prevenido engañado, publiée à Madrid en 1637 ; c'est l'une des sources de L'École des femmes de Molière.

## Pièces de théâtre publiées
- The Politician, tragédie de James Shirley, Londres, Humphrey Moseley (Lire en ligne).
- La Florimonde, comédie de Jean de Rotrou, Paris, Antoine de Sommaville (Lire sur Gallica).
- Anaxandre, tragi-comédie de Pierre Du Ryer, Paris, Antoine de Sommaville.
- La Perlo dey musos e coumedies provvensalos, œuvres de Gaspard Zerbin, Aix-en-Provence, Jean Roize, 8-390-2 p. (Lire sur gallica).

## Pièces de théâtre représentées
- L'Étourdi ou les Contretemps, comédie de Molière, Lyon, d'après le registre de La Grange[1].

## Naissances
- 12 novembre : Jacob Tonson, libraire et un éditeur anglais de théâtre, détenteur des droits d'auteur sur les pièces de théâtre de William Shakespeare après avoir acheté les droits des héritiers de l'éditeur du Fourth Folio, mort le 2 avril 1636.
- Date précise non connue :
  - Jean-Baptiste Raisin, acteur français, sociétaire de la Comédie-Française, mort à Paris le 5 septembre 1693.

## Décès
- 28 juillet : Savinien de Cyrano de Bergerac, écrivain français, auteur d'une tragédie, baptisé le 6 mars 1619.
- 7 septembre : François L'Hermite, dit Tristan L'Hermite, poète, dramaturge et romancier français, né en 1601.
- 2 octobre : Francesco Pona, homme de science et écrivain italien, auteur de plusieurs pièces de théâtre, né le 11 octobre 1595.
- 6 décembre : Krzysztof Opaliński, noble polonais, diplomate et homme politique, auteur de comédies et de tragédies pour le théâtre qu'il avait installé dans son château de Sieraków, né le 21 janvier 1611.
- décembre : Robert Cox, dramaturge et acteur anglais, connu surtout pour avoir créé et joué des spectacles de drolls et y avoir joué (sa date de naissance est inconnue).